# Sarcé
Sarcé – miejscowość i gmina we Francji, w regionie Kraj Loary, w departamencie Sarthe.
Według danych na rok 1990 gminę zamieszkiwało 237 osób, a gęstość zaludnienia wynosiła 22 osoby/km² (wśród 1504 gmin Kraju Loary Sarcé plasuje się na 1034. miejscu pod względem liczby ludności, natomiast pod względem powierzchni na miejscu 977.).